# حقال
حقال هو مركز يتبع لمحافظة أضم في منطقة مكة المكرمة غرب المملكة العربية السعودية وهي ضمن جبال تهامة .

## المناخ
تتصف حقال بجوها الحار نسبياً معظم أيام السنة لا سيما في الصيف، إلا أن الطقس يميل إلى البرودة في فصل الربيع والبرودة الشديدة في الشتاء إذ يعد الشتاء جواً مناسباً للرحلات والنزهات والزيارة القادمة من مختلف مدن المملكة، حيث تتميز حقال بجبالها الشاهقة ومناظرها الطبيعية واوديتها الكثيرة .